# Petracola ventrimaculatus
Espèce
Synonymes
- Proctoporus ventrimaculatus Boulenger, 1900

Petracola ventrimaculatus est une espèce de sauriens de la famille des Gymnophthalmidae.

## Répartition
Cette espèce est endémique du Pérou. Elle se rencontre dans les régions de Piura et de Cajamarca.

## Publication originale
- Boulenger, 1900 : Descriptions of new Batrachians and Reptiles from the Larut Hills, Perak. Annals and Magazine of Natural History, sér. 7, vol. 6, p. 186-193 (texte intégral).